# Lavilledieu

Lavilledieu este o comună în departamentul Ardèche din sud-estul Franței. În 1 ianuarie 2022 avea o populație de 2.248 de locuitori.